# Porter Wagoner

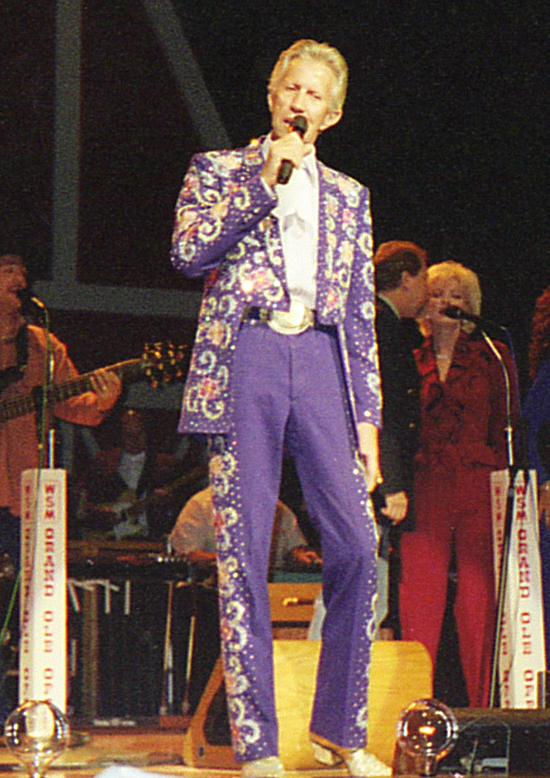
Porter Wagoner in 1999

Porter Wayne Wagoner (West Plains (Missouri), 12 augustus 1927 – Nashville (Tennessee), 28 oktober 2007) was een Amerikaanse countryzanger. Als winnaar van drie Grammy Awards voor gospelsongs en verscheidene uitverkiezingen met Dolly Parton tot Vocal Duo of the Year, werd hij in 2002 geëerd met een plaats in de Country Music Hall of Fame.
Tot zijn bekendste nummers behoren Satisfied Mind (1955), Misery Loves Company (1962), Green, Green Grass of Home (1965), Skid Row Joe (1965–1966), The Cold Hard Facts of Life (1967) en The Carroll County Accident (1968–1969).
Gedurende een carrière van ruim vijftig jaar zong Wagoner tevens vele duetten met Dolly Parton, een hedendaagse countryster die hij midden jaren 60 in zijn eigen Porter Wagoner Show aan het grote publiek introduceerde. Uit die langdurige samenwerking die daarop volgde, kwamen onder meer hits als The Last Thing on My Mind (1967), Please Don't Stop Loving Me (1974) en Making Plans (1980) voort.
In 2002 werd hij opgenomen in de Country Music Hall of Fame.
Wagoner stierf op tachtigjarige leeftijd aan de gevolgen van longkanker.
- Bibsys: 6023896
- Biblioteca Nacional de España: XX1156546
- Bibliothèque nationale de France: cb13494519w (data)
- Gemeinsame Normdatei: 119124181
- International Standard Name Identifier: 0000 0001 1631 6008
- Library of Congress Control Number: n92012105
- MusicBrainz: 942123a3-df28-463f-9f6e-202b69b8e253
- Nationale Bibliotheek van Tsjechië: js20070907009
- Nationale Bibliotheek van Israël: 987007407604305171
- LIBRIS: 299331
- SNAC: w62f843z
- Virtual International Authority File: 44453530
- WorldCat: E39PBJmDgPC3r4gWRMCkrDVwG3